# Kasteel Sant'Elmo

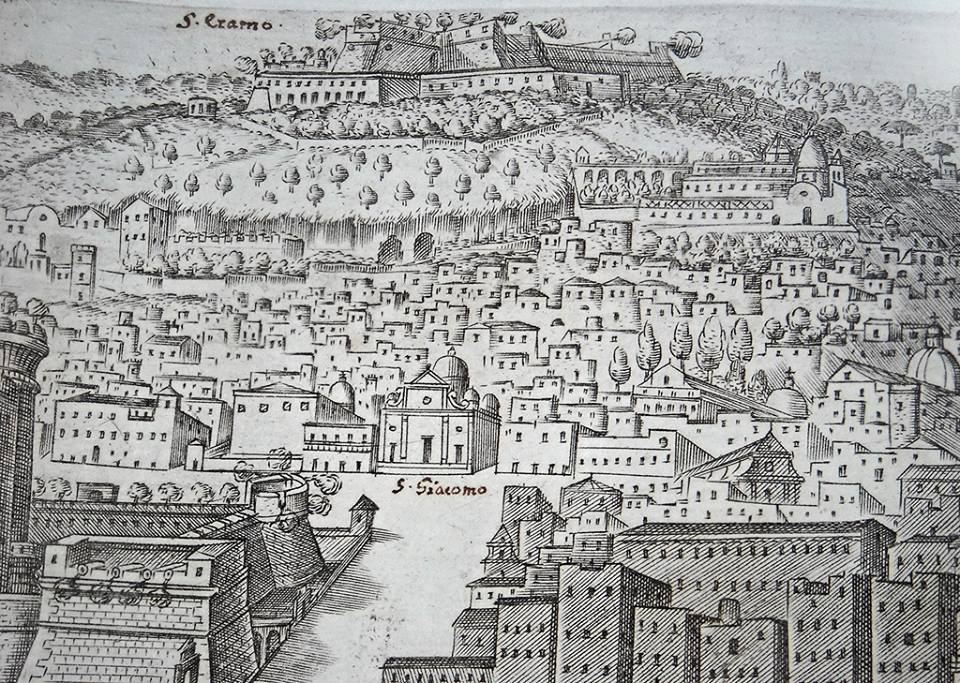
17e-eeuws zicht

Het kasteel Sant’Elmo (14e eeuw; laatste versie 17e eeuw) bevindt zich in Napels, hoofdstad van de Italiaanse regio Campania. Het kasteel staat op de berg Vomero. Eeuwenlang was het een citadel ter verdediging van de stad en het koninkrijk Napels. Vanuit het kasteel Sant’Elmo is er een vergezicht mogelijk over de hele Baai van Napels, de Tyrreense Zee, de Vesuvius en de nabije omgeving van Campania.

## Naam
Het kasteel is vernoemd naar de heilige Erasmus van Formiae. Deze wordt ook Sint-Elmus of Sant’Elmo genoemd. 
De naam in het Italiaans is Castel Sant’Elmo.
In het kasteel is het Museo del Novecento (1910-1980) gevestigd.

## Historiek

### Middeleeuwen
Voor het kasteel gebouwd werd, stond er op de top van de Vomero een kapel gewijd aan Erasmus van Formiae. Aangezien deze heilige de beschermheilige van de matrozen was, kwamen Napolitanen er bidden voor hun familieleden op zee.
Tijdens het bewind van het Huis Anjou-Sicilië bouwden Franse edellieden hun villa’s op de helling van de Vomero. Op de top van de berg stond een kleine wachttoren, en dit sinds 1275. Koning Robert van Anjou liet het uitbouwen tot een kasteel met twee wachttorens (begin 14e eeuw). Zijn zoon, hertog Karel van Calabrië, was de drijvende kracht achter de bouwwoede. Tino di Camaino, architect uit Siena, tekende de bouwplannen. Naast het kasteel Sant’Elmo (1329) verrees het Kartuizerklooster San Martino (1325). Beide gebouwen stonden naast elkaar op de top van de berg. De eerste versie van het kasteel Sant’Elmo was klaar in 1343. Het was zowel een paleis als een fort ter verdediging van de stad Napels. De hofhouding van Anjou-Sicilië woonde er. De dreigingen voor het fort kwamen niet alleen van edelen binnen het Huis Anjou-Sicilië. De grootste dreiging kwam van de expansie van de Kroon van Aragon; de Aragonezen bezaten een zeerijk in het westen van de Middellandse Zee. Uiteindelijk veroverden de Aragonezen het koninkrijk Napels. Na de aardbeving van 1456 bouwden de Aragonezen de torens opnieuw op.

### Habsburgers
Het rijk van de Aragonezen ging op in het wereldrijk van de Spaanse Habsburgers. Keizer Karel V van Habsburg beval aan markies de Toledo, onderkoning van Napels, de bouw van een groter fort, een citadel (1535). De enige functie van Sant’Elmo moest een militaire functie zijn. Het fort moest een stervorm aannemen; dit liet immers toe de hele omgeving af te speuren. De architect was Pedro Luis Escriva, een befaamd militair ingenieur uit Valencia. Bovendien was het groot compact gebouw ook bruikbaar als gevangenis voor politieke gevangenen. Boven de poort aan de stadszijde werd het wapenschild van Karel V aangebracht (1538). Ook kwam er een kerk binnen het fort. Kasteel Sant’Elmo kende een blikseminslag gevolgd door brand en vernieling van de kerk en kazernegebouwen (1587). Domenico Fontana werd belast met de herstelwerken; ook de ophaalbrug werd vernieuwd. 
In de loop van de 17e eeuw geraakte de berg Vomero volgebouwd met villa’s en stadspaleizen. 

### Bourbons
In de 18e eeuw huisvestte het kasteel Sant’Elmo eerst troepen van de Oostenrijkse Habsburgers en hun onderkoningen. Nadien installeerde de troepen van de Bourbon-koningen er zich (tot 1860).
In 1799 bestormden opstandelingen uit Napels het kasteel Sant’Elmo. Ze verjoegen de heersende dynastie van de Bourbons. De Franse bezetten onmiddellijk de stad en een garnizoen trok in in het kasteel Sant’Elmo. De Parthenopeïsche Republiek werd geïnstalleerd (1799-1802). Horatio Nelson en zijn Britse vloot veroverden Napels in 1802. Het kasteel Sant’Elmo was een plek waar de republikeinen werden afgeslacht. Hiermee kwam koning Ferdinand IV van Bourbon terug op de troon van Napels.
Napoleon Bonaparte bestormde met zijn troepen het kasteel Sant’Elmo en de Fransen heroverden het koninkrijk Napels. Zijn broer Jozef Bonaparte en zijn zwager Joachim Murat werden koning van Napels (1806-1812).  
Koning Ferdinand IV van Bourbon keerde weer als koning Ferdinand I der Beide Siciliën na het Congres van Wenen (1815). De Oostenrijkse troepen die Ferdinand steunden, marcheerden in het kasteel Sant’Elmo. 
Voor de opleiding tot officier moesten de soldaten naar de benedenstad, in de Militaire School van San Giovanni a Carbonara (midden 19e eeuw).

### Koninkrijk Italië en Republiek Italië

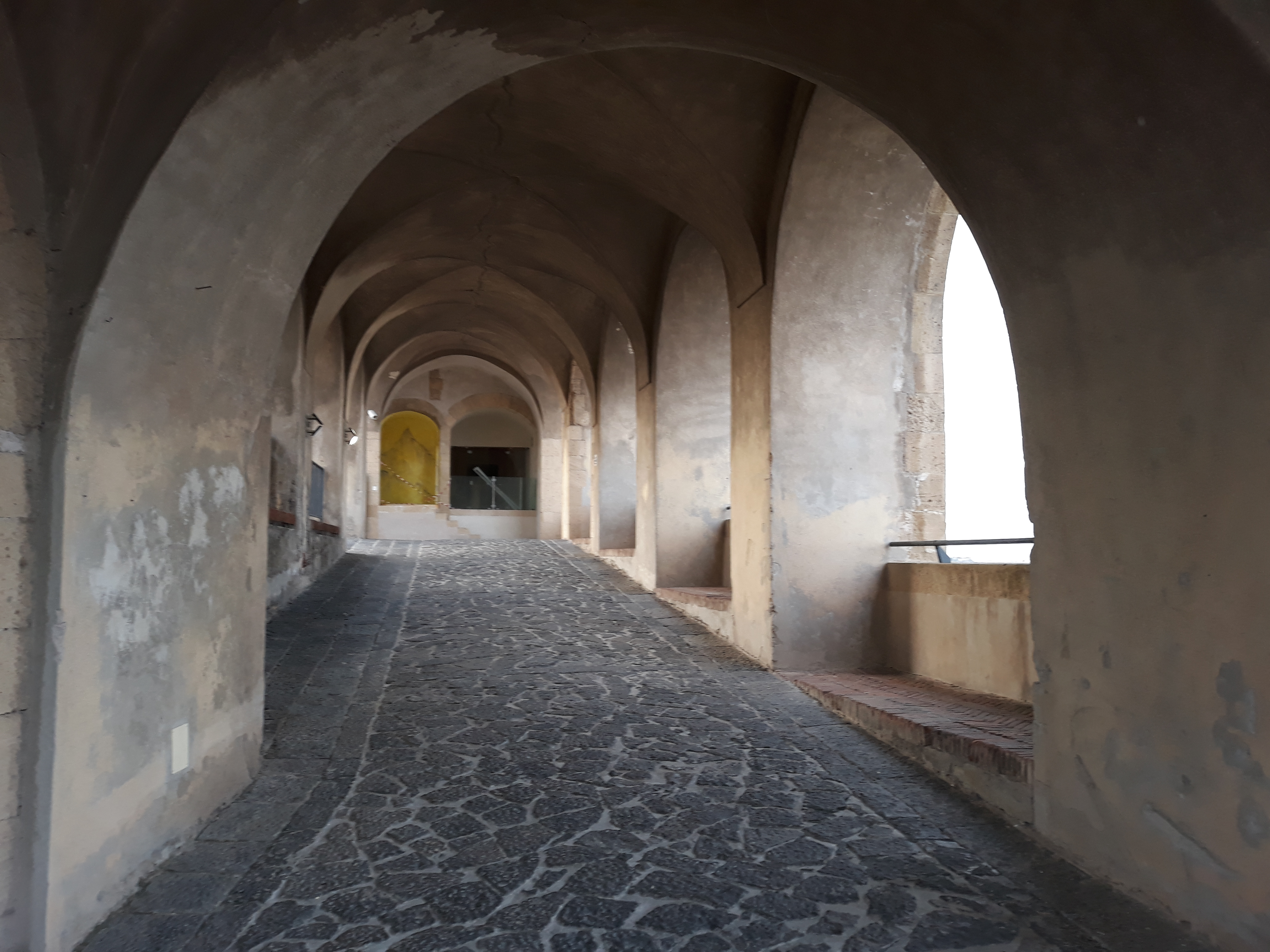
Binnenzicht

Met de val van de Bourbons (1860) ten gevolge van de eenmaking van Italië verloor het kasteel Sant’Elmo zijn garnizoensoldaten.
Van 1860 tot 1952 was het kasteel Sant’Elmo een militaire gevangenis. Het kasteel Sant’Elmo bleef militair bezit tot 1976. Er volgden nadien meerdere fasen van renovatie. 
Sinds de jaren 1980-1990 heeft het kasteel Sant’Elmo meerdere functies: concertzaal, bibliotheek Bruno Molajoli, expositieruimte, conferentiecentrum en museum. Het Napoli Novecento museum of Museo del Novecento toont 20e-eeuwse kunst van Napolitaanse kunstenaars. Zo gaat het onder meer om Eugenio Vitii, Giuseppe Desiato, Raffaele Lippi en de grote metalen constructies van Giancarlo Neri. Toeristen in het kasteel Sant’Elmo komen voor de brede panoramische zichten over de wijde omgeving.
- Library of Congress Control Number: n92065879
- Nationale Bibliotheek van Israël: 987007447899305171
- Virtual International Authority File: 141313676